# هافلوك (كارولاينا الشمالية)
هافلوك (بالإنجليزية: Havelock, North Carolina)‏ هي مدينة تقع في الولايات المتحدة في مقاطعة كرافين، كارولاينا الشمالية. يقدر عدد سكانها بـ 20,735 نسمة ومساحتها 45.5 كم2 وترتفع عن سطح البحر 7 متر.

## التركيبة السكانية
حدّد مكتب تعداد الولايات المتحدة بيانات التركيبة السكانية لهافلوك في تعداد الولايات المتحدة. في ما يلي، التركيبة السكانية حسب تعدادي 2000 و2010.

### تعداد عام 2000
بلغ عدد سكان هافلوك 22,442 نسمة بحسب تعداد عام 2000، وبلغ عدد الأسر 6,411 أسرة وعدد العائلات 5,279 عائلة مقيمة في المدينة. في حين سجلت الكثافة السكانية 477.6 نسمة لكل كيلومتر مربع (1,237.0/ميل2). وبلغ عدد الوحدات السكنية 6,783 وحدة بمتوسط كثافة قدره 144.3 لكل كيلومتر مربع (373.7/ميل2).
وتوزع التركيب العرقي للمدينة بنسبة 70.48% من البيض و18.53% من الأمريكيين الأفارقة و0.78% من الأمريكيين الأصليين و2.54% من الأمريكيين ذوي الأصول الآسيوية و0.15% من سكان جزر المحيط الهادئ و3.94% من الأعراق الأخرى و3.58% من عرقين مختلطين أو أكثر و9.01% من الهسبانيون أو اللاتينيون من أي عرق.
بلغ عدد الأسر 6,411 أسرة كانت نسبة 55.1% منها لديها أطفال تحت سن الثامنة عشر تعيش معهم، وبلغت نسبة الأزواج القاطنين مع بعضهم البعض 69.3% من أصل المجموع الكلي للأسر، ونسبة 10% من الأسر كان لديها معيلات من الإناث دون وجود شريك،  بينما كانت نسبة 3% من الأسر لديها معيلون من الذكور دون وجود شريكة وكانت نسبة 17.7% من غير العائلات. تألفت نسبة 13.7% من أصل جميع الأسر من عدة أفراد يعيشون في نفس المنزل ونسبة 2.5% كانت تتألف من شخص يعيش بمفرده يبلغ من العمر 65 عاماً أو أكثر. وبلغ متوسط حجم الأسرة المعيشية 2.91، أما متوسط حجم العائلات فبلغ 3.19.
بلغ العمر الوسطي للسكان 23.0 عاماً. وكانت نسبة 28.2% من القاطنين تحت سن الثامنة عشر، وكانت نسبة 15.4% بين الثامنة عشر والرابعة والعشرين عاماً، ونسبة 27.3% كانت واقعةً في الفئة العمرية ما بين الخامسة والعشرين والرابعة والأربعين عاماً، ونسبة 9.5% كانت ما بين الخامسة والأربعين والرابعة والستين، ونسبة 2.8% كانت ضمن فئة الخامسة والستين عاماً فما فوق. يوجد لكل 100 أنثى 101.1 ذكر، ويوجد لكل 100 أنثى في الثامنة عشر من عمرها فما فوق 98.8 ذكر.
بلغ متوسط دخل الأسرة في المدينة 36,985 دولارًا، أما متوسط دخل العائلة فبلغ 40,994 دولارًا. وكان متوسط دخل الذكور 28,686 دولارًا مقابل 19,682 دولارًا للإناث. وسجل دخل الفرد الخاص بالمدينة 15,987 دولارًا. وكانت نسبة 8.2% من العائلات ونسبة 10.4% من السكان تحت خط الفقر، وكان من هؤلاء نسبة 17.7% تحت سن الثامنة عشر ونسبة 13.4% في الخامسة والستين من العمر وما فوق.

### تعداد عام 2010
بلغ عدد سكان هافلوك 20,735 نسمة بحسب تعداد عام 2010، وبلغ عدد الأسر 6,409 أسرة وعدد العائلات 5,073 عائلة مقيمة في المدينة. في حين سجلت الكثافة السكانية 441.3 نسمة لكل كيلومتر مربع (1,143.0/ميل2). وبلغ عدد الوحدات السكنية 6,810 وحدة بمتوسط كثافة قدره 144.9 لكل كيلومتر مربع (375.3/ميل2).
وتوزع التركيب العرقي للمدينة بنسبة 69.99% من البيض و17.41% من الأمريكيين الأفارقة و0.75% من الأمريكيين الأصليين و2.89% من الأمريكيين ذوي الأصول الآسيوية و0.33% من سكان جزر المحيط الهادئ و3.97% من الأعراق الأخرى و4.65% من عرقين مختلطين أو أكثر و11.64% من الهسبانيون أو اللاتينيون من أي عرق.
بلغ عدد الأسر 6,409 أسرة كانت نسبة 48.9% منها لديها أطفال تحت سن الثامنة عشر تعيش معهم، وبلغت نسبة الأزواج القاطنين مع بعضهم البعض 60.1% من أصل المجموع الكلي للأسر، ونسبة 14.9% من الأسر كان لديها معيلات من الإناث دون وجود شريك،  بينما كانت نسبة 4.1% من الأسر لديها معيلون من الذكور دون وجود شريكة وكانت نسبة 20.8% من غير العائلات. تألفت نسبة 16.7% من أصل جميع الأسر من عدة أفراد يعيشون في نفس المنزل ونسبة 3.1% كانت تتألف من شخص يعيش بمفرده يبلغ من العمر 65 عاماً أو أكثر. وبلغ متوسط حجم الأسرة المعيشية 2.76، أما متوسط حجم العائلات فبلغ 3.08.
بلغ العمر الوسطي للسكان 23.5 عاماً. وكانت نسبة 27% من القاطنين تحت سن الثامنة عشر، وكانت نسبة 29% بين الثامنة عشر والرابعة والعشرين عاماً، ونسبة 26.2% كانت واقعةً في الفئة العمرية ما بين الخامسة والعشرين والرابعة والأربعين عاماً، ونسبة 13.6% كانت ما بين الخامسة والأربعين والرابعة والستين، ونسبة 4.2% كانت ضمن فئة الخامسة والستين عاماً فما فوق. وتوزع التركيب الجنسي للسكان بنسبة 54.8% ذكور و45.2% إناث.

## أعلام
- دنيس ميتشل
- بروس كارتر